# Sancta Susanna
Sancta Susanna é uma ópera de Paul Hindemith, em um ato, com libreto em alemão por August Stramm. Composta em janeiro e fevereiro de 1921, a sua estreia foi em 26 de março de 1922, no Opernhaus de Frankfurt.
O trabalho é a sua terceira e última ópera - as duas anteriores são Mörder, Hoffnung der Frauen op. 12 (1921), e Das Nusch-Nuschi op. 20 (1921).

## Papel
- Uma freira idosa, contralto
- Klementia, contralto
- Susanna soprano